# Чинсон
Чинсон (кор. 진성, 眞聖, Jinseong, Chinsŏng; 865–897) — корейська правителька, п'ятдесят перша володарка (йован) держави Сілла (третя й остання жінка на престолі Сілли). Її правління позначило кінець об'єднаної Сілли й початок періоду пізніх Трьох держав.

## Біографія
Була дочкою вана Кьонмуна та наймолодшою сестрою ванів Хонгана й Чонгана. Зійшла на престол після смерті обох старших братів.
Самгук Сагі свідчить, що Чинсон вела аморальний спосіб життя, зокрема вона брала хабарі, запрошувала до палацу гарних чоловіків та віддавалась із ними розпусті. Натомість, відповідно до записів Чхве Чхівона, вона була добросердою та щедрою правителькою.
За її правління було остаточно зруйновано громадський порядок, припинились збирання податків і військовий призов. Скориставшись такою ситуацією, Ян Кіль (на північному заході) та Кьон Хвон (на південному заході), повстали та проголосили створення власних держав.
895 року Чинсон оголосила спадкоємцем престолу сина Хонгана, Кім Йо. 4 липня 897 року вона зреклась трону, а в грудні того ж року померла.